# Motorola 68030

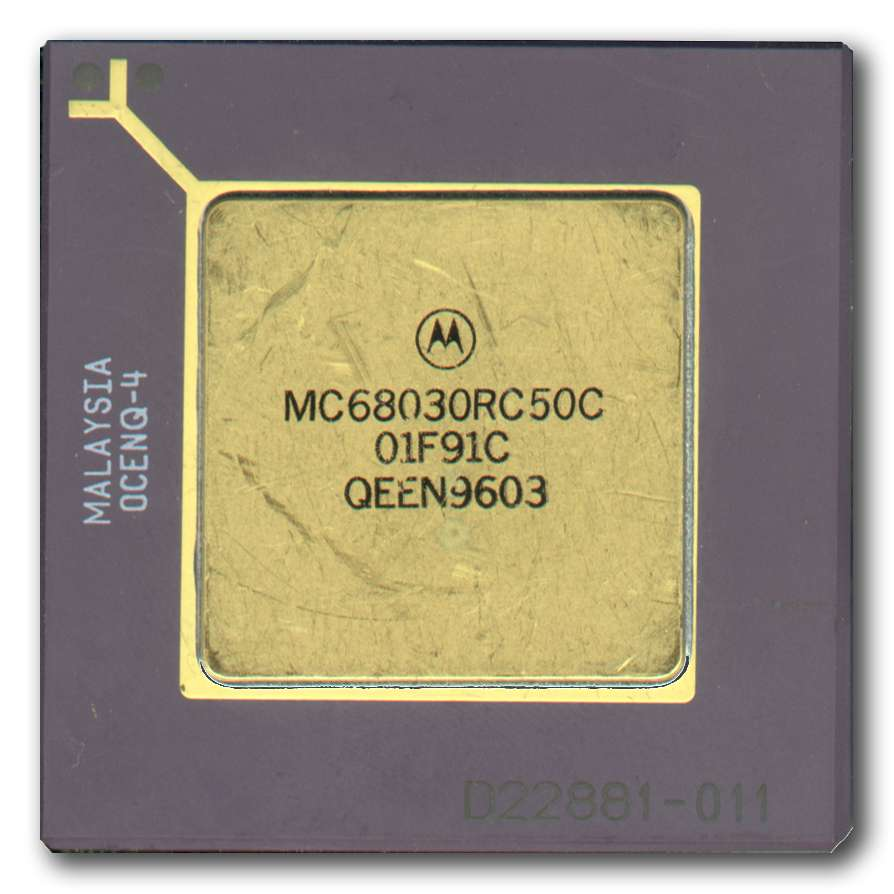
Motorola 68030-Mikroprozessor

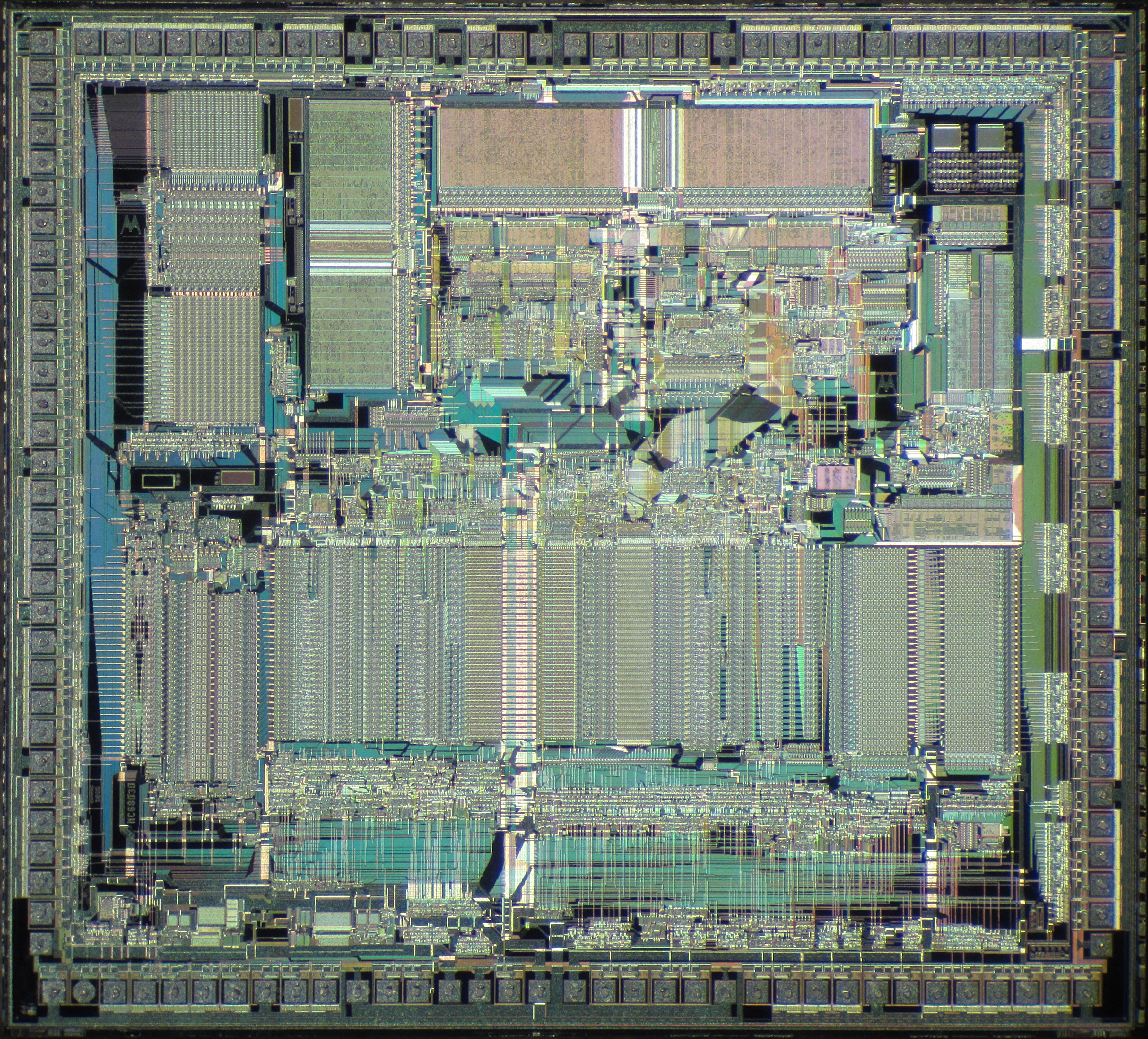
Prozessorkern (Die)-Foto eines Motorola 68030 (MC68030FE16B)

Der Motorola 68030 ist ein 32-Bit-Mikroprozessor des Herstellers Motorola (später Freescale, heute NXP). Er ist ein Mitglied der 68000er-Familie mit einer integrierten Memory Management Unit (PMMU). Er wurde hauptsächlich in Spielekonsolen, PCs und Heimcomputern verbaut.

## Architektur
Der aus 273.000 Transistoren (68EC030: 251.000) bestehende 68030 kam 1987 auf den Markt und ist der Nachfolger des Motorola 68020. Er besitzt zusätzlich 256 Bytes Level-1 Datencache, war in höheren Taktraten bis 50 MHz verfügbar und beherrscht den Burst-Modus (Datenübertragung) für den RAM-Zugriff. Bei 50 MHz schaffte ein 68030 ca. 18 MIPS. Verfügbar waren Modelle mit 16, 20, 25, 33, 40 und 50 MHz.

### 68EC030
Der 68EC030 war die kostengünstigere Version des 68030, ihm fehlte die MMU.

## Verwendung
Zum Einsatz kam der Motorola 68030 in vielen Computern der späten 1980er und frühen 1990er: Amiga 3000, Amiga 4000, Apple Macintosh SE/30, Apple Macintosh IIx, Apple Macintosh IIfx, Apple Macintosh IIci, Apple Macintosh IIcx, Apple Macintosh IIvi, Apple Macintosh IIvx, Atari TT, Atari Falcon, Apollo/Domain, HP 9000, NeXTcube (nur die ältere Version), Sun Serie 3.

## Nachfolger
Nachfolger des 68030 ist der Motorola 68040.